# Transacqua
Transacqua (Tresàqua in dialetto primierotto), già comune autonomo fino al 31 dicembre 2015, è una delle cinque circoscrizioni  che compongono il comune di Primiero San Martino di Castrozza, nella provincia autonoma di Trento, in Trentino-Alto Adige.

## Geografia fisica

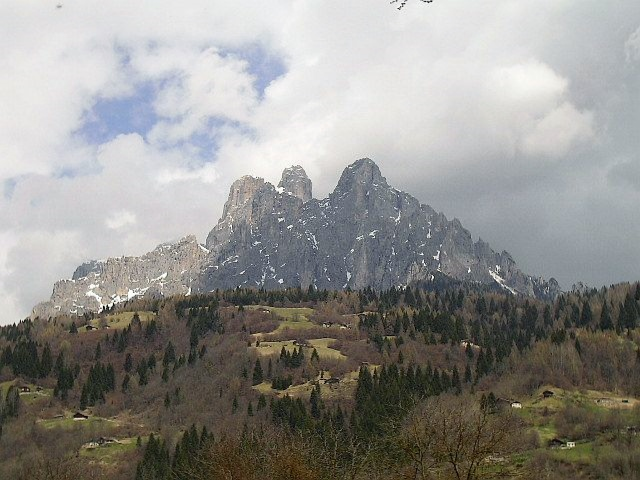
Le Pale di San Martino viste dal paese di Transacqua

Il territorio della frazione si estende prevalentemente alla sinistra del torrenti Cismon e Canali che confluiscono proprio in corrispondenza dell'abitato, nella valle di Primiero. La zona alla destra del Cismon si limita alla località di Pieve e alle pendici orientali del Bedolè, rilievo boscoso di 1792 m.
L'abitato si distende su un pendio soleggiato ai piedi del Cimon di Fradusta (1867 m s.l.m.), estremità occidentale delle Pale Alte del Palughet. Nonostante l'urbanizzazione e l'avvicinamento del limite del bosco, l'area è ancora caratterizzata da un'impronta rurale con vaste distese prative.
Il territorio comprende anche la zona a oriente del passo Cereda raggiungibile in auto solo transitando per il comune di Tonadico. Quest'area è chiusa a sud dalle già citate Pale del Palughet e a nord dai contrafforti meridionali del gruppo delle Pale di San Martino (monte Feltraio, 2295 m).
Si aggiunge inoltre l'alta val Noana, in questo tratto detta val Giasinozza, che termina ai piedi del gruppo del Cimonega (con il Sass de Mura, 2547 m, massima altitudine della frazione).

## Origini del nome
L'etimo del toponimo potrebbe essere un composto delle parole trans e acqua con il significato di "al di là dell'acqua" (il torrente Canali). Altrettanto probabile è però la derivazione da tres aquae "tre acque", riferimento ai torrenti Canali, Cereda e Rich Maor; in effetti, la prima citazione del toponimo, datata 1269, riporta la scrittura Tresaqua.
In un documento del duca Sigismondo d'Austria sull'ordinamento della miniere di Primiero (Perckwerksordnung in Primör, 1470), parlando dei giacimenti di siderite della zona viene utilizzato l'esonimo tedesco Trusarge. D'altra parte, nei secoli successivi anche in ambito asburgico veniva preferito il toponimo italiano (con la variante Transaqua).

## Storia
La storia di Transacqua è intimamente legata a quella del resto del Primiero.
Un primo popolamento stabile lo si ebbe solo tra il V e l'VIII secolo da parte di profughi veneti in fuga dalle invasioni barbariche, ma ciò non esclude l'esistenza di più antichi insediamenti celti.
Nel medioevo la regione fu sottoposta al dominio dei vescovi di Feltre, tuttavia già dal Duecento la loro potenza cominciò a declinare. Nei secoli successivi si avvicendarono gli Scaligeri, Carlo di Lussemburgo, Giovanni di Carinzia, i Carraresi e i conti del Tirolo. Nel 1401 Leopoldo IV d'Asburgo concesse il Primiero in feudo a Giorgio di Welsperg, i cui discendenti continuarono ad amministrarlo sino al XIX secolo.
Ciononostante la comunità ebbe larga autonomia potendo eleggere dei propri delegati da inviare presso il governo del Tirolo. Transacqua, in particolare, fu sede di uno dei quattro columelli della valle con giurisdizione anche sulla vicina Siror. Quanto ai vescovi di Feltre, continuavano ad esercitare il loro potere solo a livello ecclesiastico.
Un primo comune di Transacqua fu istituito all'inizio dell'Ottocento, quando la legislazione napoleonica abolì l'antico sistema dei columelli. Quest'ultimo fu ristabilito nel giro di qualche anno con il congresso di Vienna, quando il Primiero tornò all'Austria e ai conti Welsperg.
Solo dopo la prima guerra mondiale la zona entrò a far parte del Regno d'Italia. Del Ventennio va ricordata l'abolizione del comune di Transacqua assorbito nel comune di Primiero, attivo tra il 1927 e il 1947.

### Simboli
Lo stemma e il gonfalone del comune di Transacqua erano stati approvati con deliberazione della Giunta provinciale dell'8 aprile 1988 n. 3348, modificata con D.G.P. del 13 dicembre 1988
Stemma
Il blasone era quindi diviso in due partiture: in basso campeggiava il leone marciano, chiaro riferimento al patrono del paese; in alto si trovava la lontra, simbolo della valle del Primiero che ricorre anche in altri stemmi della zona. Quest'ultima venne aggiunta solo in un secondo tempo, con la deliberazione del consiglio comunale 93 del 22 dicembre 1986.
Lo stemma era accompagnato dai consueti ornamenti dell'araldica civica italiana, ovvero la corona comunale in alto e le fronde di quercia e alloro unite da un nastro rosso ai lati.
Gonfalone

## Monumenti e luoghi d'interesse

### Chiesa parrocchiale
La chiesa di San Marco è la parrocchiale (nota per la celebre canzone adottata dagli Alpini la ceseta de Transacqua) è stata edificata nel Settecento e ampliata nel 1970. All'interno della chiesa si nota un'importante pala di San Marco, in cui la testa e le mani vengono attribuite dalla tradizione a Tiziano Vecellio, mentre l'opera sarebbe stata in seguito completata dalla sua bottega.

### Palazzo Someda
Fu costruito sul finire del Cinquecento da Giovanni Someda, esponente di una facoltosa famiglia locale impegnata nel commercio del legname.

## Ambiente
Dal centro di Transacqua sale la strada che conduce ai prati di Caltena e nella selvaggia Val Giasinozza, dov'è presente il "bivacco Cogolate", punto di arrivo o di partenza di molte escursioni.

## Società

### Evoluzione demografica
Di seguito è mostrata l'evoluzione demografica dell'ex comune di Transacqua, che si estendeva per 35.59 km2 e comprendeva la frazione di Pieve e le località di Fol, Forno, Isolabella, Navoi, Ormanico, Sangrillà e Toè.
Abitanti censiti

## Amministrazione
| Periodo | Periodo | Primo cittadino | Partito | Carica  | Note |
| ------- | ------- | --------------- | ------- | ------- | ---- |
| 2010    | 2014    | Marino Simoni   |         | Sindaco |      |
| 2014    | 2016    | Roberto Pradel  |         | Sindaco |      |

### Altre informazioni amministrative
Nel 1927 il comune di Transacqua viene soppresso e i suoi territori confluiscono in quello di Primiero. Nel 1947 il comune viene ricostituito (Censimento 1936: pop. res. 1383), e poi, nel 2016, nuovamente soppresso e aggregato a Primiero San Martino di Castrozza, in seguito all'esito positivo del referendum consultivo tenutosi il 7 giugno 2015.